# Papež Benedikt XIII.
Papež Benedikt XIII. (rojen kot Pietro Francesco (Vincenzo Maria) Orsini de Gravina, dominikanski (OP)), italijanski rimskokatoliški duhovnik, škof in kardinal, * 2. februar 1649, Gravina, † 23. februar 1730 Rim.
Papež je bil med letoma 1724 in 1730.

## Življenjepis

### Izvor in družina
Benedikt XIII. izhaja iz starodavne in slavne rimske plemiške družine Orsini, ki je dala Cerkvi skozi zgodovino veliko cerkvenih dostojanstvenikov. 
Glede števila papežev se mnenja zgodovinarjev sicer razhajajo; ožji izbor obsega tri papeže; po bolj velikodušnem mnenju pa izhaja od Orsinijev kar pet papežev: 
1. Štefan II. (752-757),
2. Pavel I. (757-767),
3. Celestin III. (1191–1198),
4. Nikolaj III. (1277–1280),[6] in
5. Benedikt XIII. (1724–1730)[7]

Pjerfrancesco (=Pietro Francesco) Orsini se je rodil v Gravini 2. febbruarja 1650 po oceni Vignata, medtem ko večina življenjepiscev navaja leto 1649. 
Prvorojenemu je bil oče Ferdinando III. (=Ferrante) degli Orsini, knez v Gravini, mati pa Giovanna di Carlo Frangipani della Tolfa, kneginja di Grumo.
Pjerfrancesco je že 1658 postal sirota brez očeta, ter je podedoval posestva Gravina, Solofra, Sorbo in Galluccio. Kljub nasprotovanju sorodnikov – zlasti matere in strica kardinala Virginija Orsinija, je Pjerfrancesco odšel v Benetke, češ da se malo razgleda po svetu. Tam pa je vstopil v samostan in oblekel 1668 dominikanski habit pod imenom Vincenzo Maria. 
Celo Klemena IX., ki se je mudil v Benetkah 12. avgusta tega leta, so nagovarjali, naj “trmastega” Pjerfrancesca pregovori. Papež pa je podprl njegovo odločnost, da se posveti Bogu, ter mu je celo skrajšal noviciat na pol leta, da bi ga rešil nadlegovanja tečnih sorodnikov. 9. februarja naslednjega leta se je uradno odpovedal prvorojenski posesti, ki jo je prepustil mlajšemu bratu Dominiku. Štiri dni potem je napravil zaobljube uboštva, čistosti in pokorščine v samostanu Santa Sabina. Bogoslovske študije je nadaljeval v dominikanskem zavodu v Bologni. 

### Zaporedje cerkvenih služb
- 13. februar 1668 napravil redovne zaobljube pri dominikancih
- 24. februar 1671 prejel duhovniško posvečenje
- 22. februar 1672 postal kardinal-duhovnik 
imenoval ga je Klemen X.
- 16. maj 1672 – 3. januar 1701: kardinal pri San Sisto
- 4. januar 1673 – 28. januar 1675: predsednik koncilske kongregacije
- 28. januar 1675 – 22. januar 1680: nadškof Manfredonije
- 3. februar 1675 - prejme škofovsko posvečenje
- 22. januar 1680 – 18. marec 1686: nadškof (osebni naziv) Cesene
- 18. marec 1686 – 29. maj 1724: nadškof Beneventa[9]
- 3. januar 1701 – 18. marec 1715: kardinal-škof Frascatija
- 18. marec 1715 – 29. maj 1724: kardinal-škof Porta
- 29. maj 1724: izvojen za papeža.

## Papež
Ko so ga 29. maja 1724 v konklavu kardinali izvolili za papeža, jih je na vse načine rotil, naj izvolijo drugega, češ da ni primeren niti sposoben. Nato je prosil tri dni odloga za premšiljevanje, ali naj sprejme ali ne. Uklonil se je šele pod pritiskom zaobljube pokorščine, ko mu je ukazal vrhovni predstojnik dominikancev, naj sprejme papeževanje, saj bi z zavrnitvijo povrzočil Cerkvi veliko škodo.
4. junija istega leta je bil ustoličen in kronan.

### Delovanje
Benedikt XIII. ni bil človek posvetnih zadev; zato se je trudil ohraniti samostanski način življenja. Prizadeval si je ustaviti propadajoči življenjski slog Italijanskega duhovništva in kardinalstva. Prav tako je ukinil loterijo v Rimu in papeških državah, ki je služila le za dobiček le sosednjim državam, ki so vzdrževale javno loterijo. Človek, ki mu je bila všeč predvsem askeza in verska praznovanja, je zgradil več bolnišnic, a po besedah kardinala Lambertinija (poznejšega papeža Benedikta XIV.) »o vladanju ni imel pojma«.
1727 je odprl znamenite Španske stopnice in ustanovil Univerzo v Camerinu.
1728 je Benediktov poseg rešil prepir glede pristnosti relikvij svetega Avguština, ki se je razvnel v Paviji. Potrdil je namreč pristnost Avguštinovih kosti, ki so bile odkrite leta 1695 v Baziliki San Pietro in Ciel d'Oro. 
Vladanje papeške države je namesto Benedikta XIII. dejansko vodil kardinal Coscia,
 ki je bil papežev tajnik, ko je bil nadškof Beneventa; zagrešil je celo vrsto denarnih zlorab v svojo korist, kar je povzročilo propad papeške zakladnice. Coscia in njegovi sodelavci so dejansko osamili Benedikta od drugih svetovalcev. Če upoštevamo hierarhijsko ureditev Cerkve, seveda za njihovo ravnanje pada odgovornost tudi na njihovega predstojnika – papeža. Po Montesquieuu “gre ves rimski denar v Benevento... saj Benevenčani zlorabljajo [Benediktovo] zaupljivost.
V zunanjih odnosih se je boril tako z Ivanom Portugalskimkot tudi z janzenisti v Franciji.
Benedikt je nasprotoval Kitajskim obredom, po zgledovanju na nekatere svoje predhodnike.

### Poblaženja in posvečenja
Benedikt XIII. je razglasil po redni poti za blažene
1. Bernardina Feltreškega[19] leta 1728,
2. Petra Fourierja [20] 20. januarja 1730,
3. Hiacinto Mariskotsko  1. septembra 1726,
4. Fidelisa Sigmarinškega [21] [22] 24. marca 1729,
5. Vincencija Pavelskega [23]  13. avgusta 1729,
6. Janeza Pradskega[24] 24. maja 1728.

S postopkom enakovrednega posvečenja
je papež Benedikt XIII. razglasil za svetnike: 
1. papeža Gregorja VII. 24. maja 1728
2. Nežo Montepulčansko [26][27] leta 1726,
3. Alojzija Gonzaga[28] in
4. Stanislava Kostka[29] 31. decembra 1726
5. brata Borisa in Gleba Kijevskega[30] leta 1724,
6. Frančiška Solana [31] 27. marca 1726,
7. Jakoba Markiča [32] in
8. Turibija Mogrovejskega 10. decembra 1726,
9. Janeza Nepomuka[33] 19. marca 1729,
10. Janeza od Križa[34] in
11. Peregrina Lacioškega [35] 27. decembra 1726,
12. Marjeto Kortonsko[36]16. maja 1728 in
13. Serapiona Alžirskega [37] 14. aprila 1728.

#### Cerkveni učitelj
Papež je svetega Petra Krizologa (Zlatobesednega) razglasil za cerkvenega učitelja leta 1729. 

### Sveto leto 1725

#### Skrbel je za romarje kot beneventski nadškof
Med prejšnjim svetim letom 1700 je bil Pjerfrancesco Orsini – z redovniškim dominikanskim imenom Vincenzo Maria – nadškof v Beneventu, kjer se je posvetil skrbi za svetoletne romarje, ki so prihajali v večno mesto z Juga. Ob jubileju so bili v časti romarji s Severa in čezalpskih dežel – in je bilo za »Severnjake« med njihovim napornim potovanjem sorazmerno dobro poskrbljeno; medtem pa so »Južnjake« podcenjevali. Nadškof pa ni poskrbel le za te revnejše množice, ampak tudi tiste iz portugalske in španske Amerike.
V pridigah je poudarjal krščansko dolžnost gostoljubja sklicujoč se na tozadevne besede svetega Janeza Zlatoustega: 
| Italijanski prevod | Slovenski prevod |
| --- | --- |
| »Chi si fa pellegrino per amore di Dio e chi accoglie per amore di Dio il pellegrino avranno la stessa ricompensa. Tutti e due saranno rimeritati in ugual misur, tanto chi conforta in nome di Dio, quanto chi si affatica per giungere a Dio.« | »Kdor se odpravi na Božjo pot iz ljubezni do Boga in kdor sprejme iz ljubezni do Boga romarja, bosta oba prejela enako povračilo. Oba bosta nagrajena z isto mero: tako tisti, ki krepča v imenu Boga, kakor tisti, ki se trudi, da bi prišel do Boga.« |

Še bolj pa kot papež
Kot rimski škof je obiskoval bolnike in jetnike, podpiral reveže, tolažil umirajoče, poučeval neuke, svetoval dvomljivcem: ne le pridagal, ampak je tudi udejanjal ne le telesnih, ampak tudi duhovna dela usmiljenja. Očitali so mu, da se ne meša v politiko, ker se nanjo ne spozna. Res ga niso namreč zanimala vprašanja »nasledstvene vojne« med krščanskimi vladarji, ki je še zmeraj divjala – ampak je skušal lajšati njene posledici skrbeč za begunce, sužnje in obubožance.

#### Pesnik prejšnjega jubileja – Vincenzo da Filicaja
Leta 1700 so slavili kot Novega Pindarja pesnika svetoletnega jubileja Vincenza da Filicaja (1642-1707), ki je takrat napisal pesem na čast Sobjeskemu, čigar vdova je bila v Rimu navzoča med svetoletnimi slovestnostmi: 
| Il Re | Kralj |
| --- | --- |
| Non perché re sei tu, sì grande sei; ma per te cresce e in maggior pregio sale la maestà regale. Per Dio vincesti, e per te vinse Iddio. | Ne zato, ker si kralj, si tako velik; ampak po tebi raste in dobiva na vrednosti kraljevsko veličanstvo. Za Boga si zmagal in s teboj je zmagal Bog. |

#### Pesnik tega jubileja – Bernardino Perfetti
Pesnik tega jubileja pa je bil Bernardino Perfetti (1681-1746), ki so ga po takratnem svetu zopet slavili kot novega Pindarja. Popolnosti ni izražal le njegov priimek (italijansko perfetto; latinsko perfectus 3; angleško perfect; slovensko: popoln, dovršen, celosten), ampak je bil v resnici v vsakem pogledu popoln: kot pesnik, odličen pravnik, izvrsten govornik, vrh tega pa še pravi lepotec z visokim čelom, vitko postavo, ljubkih kretenj; ko je igraje sestavljal blagoglasne verze, mu je vse prisluhnilo: tako rimsko ljudstvo, gospoda in sam papež, ki ga je na Kapitolu ovenčal z lovorjevim vencem 13. maja 1725, kot nekdaj le še Petrarca. Takrat je Perfetti ginjeno zapel - prvič z malce okornimi verzi:
| Grazie | Hvala |
| --- | --- |
| Se il sacro allor, onde la fronte intorno cinta ho di raro, ed impesato onore in questo a me sí chiaro e lieto giorno divien cagion di gioia al vostro cuore. | Ko mi okoli čela ovijajo sveti lovor, pomeni to zame nepredvideno čast na ta zame jasen in srečen dan, kar je postalo razlog veselja v vašem srcu. |

#### Osvoboditev sužnjev
Najbolj skladen dogodek s svetim letom pa je bil sprejem v Gostišču presvete Trojice (italijansko Ospizio della Trinità)  
Tam so sprejeli 370 krščanskih sužnjev, ki so jih odkupili bratje redemptoristi od alžirskih muslimanskih gospodarjev. Papež je tukaj zares slavil zmagoslavje: objemal jih je kot ljubljene sinove, in rimsko plemstvo, sledeč njegovemu zgledu, je te romarje bogato obdarovalo. Mnogi od njih so ostali v Rimu, ne več kot sužnji, ampak eno stopnjo več – kot služabniki.

#### Natančniletopisecje zabeležil
| Decimo settimo Anno Santo (italijanski izvirnik) . | Sedemnajsto sveto leto (slovenski prevod) |
| --- | --- |
| Celebrato fu quest’Anno santo nel 1725 da Benedetto XIII. Quel Pontefice, a’ 29 giugno 1724, pubblicò la bolla Redemptor et dominus noster Jesus Christus. Notificata a’ Cardinali nel concistoro de’ 26 giugno, venne quindi divulgata nel portico della basilica vaticana dal prelato abbreviatore di curia. Giunta la terza domenica dell’ Avvento, a’ 17 dicembre, Benedetto XIII in sedia gestatoria si recò alla Capella Sistina del Vaticano. Nella sala de’ paramenti die’ il permesso ai due ultimi uditori di Rota, di nuovamente pubblicare la bolla pel Giubileo, lorcché venne eseguito presso la porta di bronzo degli svizzeri. La lettura fu fatta sì in latino che in italiano. Ne’ tre giorni precedenti la solennità, in ore determinate, suonarono a festa tutte le campane delle chiese, e ciò si fece pure nel dì dell’ apertura delle Porte sante. Il Papa commise al Cardinale penitenziere maggiore, d’invitare con editto gli apostati ed i fuggitivi dalle comunità religiose, a ritornare in seno alle medesime, ingiungendo a’ superiori di riceverli con carità. Nella vigilia di Natale, il Pontefice, col massimo decoro, die’ cominciamento all’ Anno santo. Egli dalla stanza del letto de’ paramenti si recò dapprima alla cappella Sistina. Poscia seguì la processione, Giunta all’obelisco della piazza vaticana, la processione si diresse al portico di s. Pietro. Colà il Papa discese dalla sedia gestatoria ed ascese il trono, posto in vicinanza della Porta santa, ove erano i pp. Gesuiti, allora penitenzieri vaticani, co’cerei accesi. Preso il martello di argento, il Pontefice, col solito rito percosse il muro dov’era la croce. Aperta la Porta santa, cominciarono gli spari dell’artiglieria di castel s. Angelo, ed il festevole suono de’sacri bronzi. Benedetto XIII entrò per quella Porta colla croce in asta nella destra, e col cereo acceso nell’ altra. Sedutosi in trono, ammise al bacio del piede i cavalieri di s. Pietro e quelli di s. Paolo, a’quali raccomandò la custodia delle quattro Porte sante. I Cardinali deputati per quelle delle altre basiliche furono Fabrizio Paolucci, vescovo di Porto per s. Paolo, Benedetto Pamfilii per s. Giovanni, e Pietro Ottoboni per s. Maria Maggiore. A’ 12 gennaio, col disposto della costituzione Pontificia sollicitudo, Benedetto XIII provvide alle monache, educande, oblate, agli anacoreti, ai carcerati, agli infermi ed a quelli che n’ erano impediti per le visite delle chiese destinate, col permettere a’confessori e superiori, di commutarle in altre opere pie. Già a’ 6 luglio 1724, in virtù della bolla Cum nos, avea sospeso tutte le indulgenze durante l’Anno santo; ma poi, a’ 2 marzo 1725, mediante la costituzione Decet Romanum Pontificem, dichiarò che non restavano sospese le indulgenze degli altari privilegiati per i defunti, quelle in articulo mortis, quelle de’ legati a latere, dei nunzi e de’ vescovi ne’ loro pontificali e benedizioni, quelle degl’ inquisitori della fede, quelle concesse da Innocenzo XI ed Innocenzo XII a chi accompagna il santissimo Viatico, né quelle concesse alla recita dell’ Ave Maria nelle tre diverse ore del giorno. Finalmente, al 28 aprile, in forza della bolla Salvatoris, dichiarò inoltre che non erano sospese le indulgenze applicate ai defunti per modo di suffragio. Benedetto XIII in quest’anno compartì la Pontifical benedizione colla indulgenza del Giubileo nel giorno dell’Epifania, in cui solennemente celebrò la messa all’altare Papale di s. Pietro. Benché la stagione fosse assai rigida e nevosa, molti oltramontani vennero a Roma. L’imperator Carlo VI assegnò a cinquanta pellegrini mezzo fiorino al giorno, dal principio di quaresima, affinché sotto la custodia di alcuni religiosi si recassero all’acquisto del Giubileo. Coll’avanzare dell’anno s’accrebbe a tanto il numero de’forestieri, che la sola arciconfraternita della Ss. Trinità ne ricevette e mantenne a proprie spese, in una alle compagnie, trecento ottantaduemila centoquaranta. Erano fra questi trecento settanta schiavi di varie nazioni, riscattati a Tunisi dai padri della Mercede collo sborso di scudi novantamila centoventidue; spettacolo il più tenero, che da molto tempo non si era veduto in Roma. Benedetto XIII donò a ciascuno una medaglia coll’ indulgenza plenaria in Articulo mortis, molti Agnus Dei, duecento scudi da dividersi fra i più poveri; inoltre li trattenne a sue spese per altri tre giorni nell’ ospizio della mentovata arciconfraternita. Molte compagnie vennero eziandio dalle più lontane parti dell’ Italia, e se ne contavano quaranta avanti la domenica delle palme. La prima di queste mosse da Torino, ed entrò in Roma il dì 22 gennaio. Ella era composta in sul principio di trentasei individui, ma soli diciotto vi pervennero, infermandosene sedici per istrada e morendone due a cagione dell’ intemperie. Nel decorso di questo Anno santo il Papa die’ splendidi esempi della sua vivissima carità. Predicava, conferiva la cresima e gli ordini, visitava gl’infermi, a molti de’quali amministrò l’estrema unzione, ascoltando prima le loro confessioni. Cosi faceva eziandio negli spedali, dove assisteva i malati. Lavava i piedi a’pellegrini e li serviva ancor alla mensa. Questi preclari esempi non lasciarono di essere imitati da’Cardinali e dalla romana nobiltà. Distinti personaggi forastieri si recarono alla città anche in questa circostanza. Tra gli altri si annoverano Medici di Ottaviano, Orsini duca di Gravina nipote del Papa, il duca di Baviera, elettore del sacro romano impero col fratello Ferdinando, la principessa Violante di Baviera, vedova del gran duca di Toscana, con numeroso seguito. Visitò essa le basiliche, e nello spedale della Ss. Trinità lavò i piedi e somministrò le vivande a molte donne pellegrine. Era venuto fra i compagni della principessa anche il poeta Stefano Bernardino cavalier Perfetti, sanese, il quale per ordine del Papa, a’23 maggio fu colla corona d’alloro fregiato in Campidoglio da cinque cavalieri romani, da’conservatori a ciò deputati e dal senatore di Roma Mario Frangipane. La gran duchessa procurò all’esimio poeta un onore, che Roma non avea piú veduto dopo che era stato coronato il Petrarca nell’ anno 1341. A rendere più solenne l’Anno santo, Benedetto XIII celebrò un concilio provinciale dei vescovi di Italia per la riforma della disciplina ecclesiastica, ed approvò il culto immemorabile de’sei fra i sette fondatori dell’Ordine de’serviti, cioè Bonfigliolo Monaldi, Bonaggiunta Manetti, Manetto dell’Antella, Amadio Amidei, Uguccione Uguccioni, e Sostegno Sostegni, dacché la beatificazione del settimo fondatore, il beato Alessio Falconieri, era stata fatta da Clemente XI. Essendo compiuto il periodo dell’Anno santo, cominciato a’24 dicembre 1724, nel giorno medesimo dell anno seguente fu terminato colle solite cerimonie della chiusura delle Porte sante. Nella basilica vaticana l’eseguì il Papa, ed i summentovati Cardinali la fecero nelle tre solite basiliche. | To sveto leto je leta 1725 obhajal Benedikt XIII. Ta papež je 29. junija 1724 objavil bulo "Redemptor et dominus noster Jesus Christus" Papež jo je razglasil kardinalom v konzistoriju z dne 26. junija, nato pa jo je v podsteberju vatikanske bazilike razkril kurijski prelat abreviator. Na tretjo adventno nedeljo, 17. decembra, je Benedikt XIII. na sedii gestatorii odšel v Sikstinsko kapelo v Vatikanu. V dvorani oblačil sta okrajševalca Rote papeško bulo o jubileju ponovno objavila blizu bronastih vrat Švicarjev. Branje je potekalo v latinščini in italijanščini. Skozi tri dni pred slovesnostjo so ob določenih urah slavnostno zvonili vsi zvonovi cerkva, kakor tudi na dan odprtja svetih vrat. Papež je kardinalu velikemu spovedniku naročil, da naj z odlokom povabi odpadnike in ubežnike iz verskih skupnosti, da se vrnejo nazaj, pri čemer je nadrejenim naročil, naj jih sprejmejo dobrohotno. Na božični večer je papež izredno slovesno začel sveto leto. Najprej je šel iz oblačilne sobe z nosilnico v Sikstinsko kapelo. Nato je sledil sprevod, ki se je ustavil, ko je prišel do obeliska na Vatikanskem trgu; nato je krenil proti naddverju Svetega Petra. Tam se je papež spustil z nosilnice in se povzpel na prestol, postavljen blizu svetih vrat, kjer so bili očetje jezuiti – tedaj vatikanski spovedniki – z gorečimi svečami. Papež je vzel srebrno kladivo in z običajnim obredom udaril po zidu, kjer je bil križ. Ko so bila sveta vrata odprta, se je zaslišalo streljanje topništva z Angelskega gradu, in praznični zvok svetih trobent. Benedikt XIII je vstopil skozi ta vrata s razpelom v desnici in s prižgano svečo v levici. Sedeč na prestolu je sprejel poljub nog od tistih vitezov sv. Petra in Pavla, ki jim je zaupal skrbništvo nad štirimi svetimi vrati. Kardinalski namestniki za druge bazilike so bili: Fabrizio Paolucci, škof v Portu, za Sv. Pavla, Benedetto Pamfilii za Sv. Janeza, za Marijo Snežno pa Pietro Ottoboni 12. januarja je z določili odloka »Pontificia sollicitudo« Benedikt XIII je priskrbel redovnicam, pripravnicam, oblatom, puščavnikom, jetnikom, bolnikom in vsem tistim, ki so ovirani pri obisku določenih cerkva, da ta dejanja z dovoljenjem spovednikov in predstojnikov zamenjajo z drugimi pobožnimi deli. Že 6. julija 1724 je na podlagi bule Cum nos, ukinil vse odpustke med svetim letom; potem pa je 2. marca 1725 skozi odlok »Decet Romanum Pontificem«, razglasil, da ostanejo v veljavi odpustki privilegiranih oltarjev za rajne, potem »in articulo mortis« (=v smrtni nevarnosti), papeških odposlancev, nuncijev, in škofov pri njihovih pontifikalnih mašah in blagoslovih, raziskovalcev vere, tisti, ki sta jih podelila Inocenc XI. in Inocenc XII. tistim, ki spremljajo najsvetejšo Popotnico, kako tudi ob molitvi Zdravamarij ob treh različnih dnevnih urah. Končno, 28. aprila, je z bulo Salvatoris objavil, da odpustki, ki so veljali za mrtve kot volilna pravica, niso bili začasno odpravljeni. Benedikt XIII. je letos delil papeški blagoslov z jubilejnim odpustkom na dan Svetih Treh kraljev (tj. 6. januarja 1725), ko je slovesno obhajal mašo pri papeškem oltarju pri Svetem Petru. Čeprav je bilo vreme zelo mrzlo in snežno, so v Rim prišli mnogi izza gora. svetorimski cesar Karel VI. je petdesetim romarjem od začetka postnega časa dodelil po pol florina na dan, da so lahko pod skrbništvom nekega redovnika šli obhajat jubilej. Z leti se je število tujcev povečalo do te mere, da je nadbratovščina Svete Trojice na svoje stroške sprejela in vzdrževala v eni od družb tristo dvainosemdeset tisoč sto štirideset romarjev (382.140). Med temi je bilo tristo sedemdeset sužnjev različnih narodov, ki so jih v Tunisu odkupili usmiljeni bratje z izplačilom devetdeset tisoč sto dvaindvajset škudov; naganljivejši prizor, ki ga v Rimu že dolgo ni bilo videti. Benedikt XIII. je vsakemu podelil svetinjo s popolnim odpustkom v smrtni nevarnosti, veliko Agnusov Dei, dvesto škudov, ki jih je bilo treba razdeliti med najrevnejše; na svoje stroške jih je hranil tudi še tri dni v gostišču omenjene nadbratovščine. Veliko romanj je prišlo tudi iz najbolj oddaljenih krajev Italije, pred Cvetno nedeljo jih je bilo štirideset. Prvi od teh so prišli iz Torina, v Rim pa so vstopili 22. januarja. Sprva jih je bilo v skupini šestintrideset posameznikov, a jih je tja prispelo le osemnajst: šestnajst jih je zbolelo med potjo, dva pa sta umrla zaradi slabega vremena. V tem svetem letu je papež dal čudovite primere svoje zelo živahne dobrodelnosti. Pridigal je, podeljeval birmo in duhovniško posvečenje, obiskoval bolnike, med katerimi je mnogim podelil maziljenje, ko je poprej poslušal njihove spovedi. To je počenjal tudi v bolnišnicah, kjer je pomagal bolnikom. Romarjem je umival noge in jih vedno še postregel pri mizi. Kardinali in rimsko plemstvo niso prenehali posnemati teh oznanjevalnih primerov. Ob tej priložnosti so prihajali v mesto tudi ugledni tujci, med katerimi so bili tudi Medici di Ottaviano, papežev nečak Orsini, vojvoda Gravina, vojvoda Bavarski, volivec Svetorimskega cesarstva s svojim bratom Ferdinandom, princeso Violante Bavarsko, vdovo velikega vojvode toskanskega, z velikim spremstvom. Obiskala je bazilike, v bolnišnici Svete Trojice pa je umivala noge in dajala hrano številnim romarjem. Med princesinimi spremljevalci je prišel tudi sienski pesnik vitez Bernardino Perfetti, ki ga je po papeževem ukazu 23. maja na Kapitolu z lovorovim vencem okitilo v ta namen poslanih pet starodavnih rimskih vitezov, in rimski senator Mario Frangipane. Velika vojvodinja je cenjenemu pesniku podelila čast, ki je Rim po kronanju Petrarka leta 1341 ni nikoli več videl. Da bi bilo sveto leto bolj slovesno, je Benedikt XIII. praznoval "pokrajinski cerkveni zbor italijanskih škofov" za prenovo cerkvene discipline in odobril nekdanje češčenje kot blaženih šesterice med sedmerimi ustanovitelji reda servitov, in sicer so to: Bonfigliolo Monaldi, Bonaggiunta Manetti, Manetto dell'Antella, Amadio Amidei, Uguccione Uguccioni in Sostegno Sostegni, medtem ko je k blaženim prištel sedmega ustanovitelja Falconierija že Klemen XI. Po končanem obdobju svetega leta, ki se je začelo 24. decembra 1724, se je še isti dan naslednjega leta končalo z običajnimi slovesnostmi zapiranja svetih vrat. Papež ga je izvedel v vatikanski baziliki, kardinali namestniki pa v običajnih treh bazilikah. |

### Dela
- »Documenta Catholica Omnia« (v latinščini). Cooperatorum Veritatis Societas. Pridobljeno 6. decembra 2011.

- Benediktovi teološki spisi so bili objavljeni v treh zvezkih (Ravenna, 1728). [57]

## Smrt in spomin

### Smrt in pogreb
Benedikta XIII. je nenadoma napadel katar, ki ga je povzročil njegov pogrebni obred za kardinalom Ansidejem, od katerega je umrl 21. februarja 1730 v starosti 81 let. Njegova smrt je bila ljudstvu objavljena naslednjega dne.
Papež je bil srednje velikosti; njegov obraz je bil blag, nos orlov in široko čelo. Na obdukciji so ugotovili, da je bilo njegovo srce izjemno veliko. Njegovi pogrebni obredi so bili opravljeni v Vatikanu, od koder so ga premestili v Santa Maria sopra Minerva, kjer so ga pokopali v grobnici, ki so jo dokončali Pietro Bracci in drugi.

### Postopek za posvečenje
Postopek za njegovo beatifikacijo se je začel v Tortoni  1755 pod papežem Benediktom XIV., vendar ni napredoval in je zato zaustavljen. 
21. februarja 1931 so postopek prav tako v Tortoni znova začeli, vendar so ga zaradi dvomov o nravnosti papeževega kardinala državnega tajnika Nikolaja Coscia zaustavili leta 1940.
Proces je bil ponovno odprt 17. januarja 2004. Uradni škofijski proces se je začel v Rimu v začetku 2012 in uradna otvoritev je bila v Baziliki svetega Janeza v Lateranu, ki ji je predsedoval Agostino Vallini. Škofijski postopek za posvečenje je bil končan 24. februarja 2017 v Lateranu s priložnostno slovesnostjo.
Zdaj mu pripada častni naslov Božji služabnik.
Trenutni postulator cause je dominikanski duhovnik Francesco Maria Ricci.

### Ocena
Njegovi sodobniki so skušali razložiti njegove slabosti, negotovosti in poraze s sodbo o njem, ki jo je najbolj surovo oblikoval Giannone: 
»Ko je postal papež, je Benedikt v Rimu delal enako kot v Beneventu, kjer je bil nadškof; do konca življenja ni dojel, da je bil papež: zato ni skrbel za velike državne zadeve niti za papeško vladavino; vse sile je usmeril k cerkvenim slovesnostim in opravilom, krstom, posvečevanju cerkva in oltarjev, blagoslovu zvonov, čistoči duhovniških oblačil, urejenosti zakristij in okrašenosti cerkva ter temu podobnih zadev«
Pravzaprav je morala vernost Benedikta XIII., ki se je izražala v najbolj presenetljivih oblikah, po toliko papežih, ki so bili preveč vdani politiki, nujno presentiti njegove sodobnike in dajati vtis, da ta papež ni primeren za velike naloge, ki jih je zahteval položaj Cerkve. Ta neugodna sodba, ki je na splošno razširjena med zgodovinarji , pojasnjuje Benediktove neuspehe s pomanjkanjem vladnih in diplomatskih izkušenj; vendar so bile njegove tovrstne smernice tudi ustrezne. Pomanjkljivost je bila le v tem, da ni razpolagal primernimi vodilnimi osebnostmi, ampak je izvajanje ustreznih načrtov poveril neustreznim sodelavcem, ki so zlorabljali njegovo zaupanje in oropali cerkveno premoženje.
Ni kaj oporekati Benediktovi gorečnosti v krepostnem življenju in njegovi očetovski vnemi za pravovernost. Na njegov pontifikat pa vendarle meče temno senco njegovo napačno zaupanje v kardinala Coscia, njegovega beneventskeg upravnika. Njegov pohlep je hudo načel ugled Svetega sedeža. Zoper nevrednega namestnika je po papeževi smrti izbruhnila ljudska vstaja, kar je še pripomoglo, da je dobil desetletno zaporno kazen. 
Njegov neposredni naslednik, Papež Benedikt XIV. je kasneje izrekel o svojem soimenjaku papežu Benediktu XIII. naslednjo sodbo:
"Spoštljivo ljubimo tega papeža, ki je podprl svojo kočijo, namesto da bi oporekal prehodu s tovornjakom." Ob tej priložnosti je Benedikt XIII vzkliknil svojemu kočijažu: "Non ci far impicci" ("Ne vpletajte nas v prepir").
Potem namreč, ko so naslednje papeške volitve povišale v papeža Klemena XII., je takoj izobčil pokvarjenega predhodnikovega namestnika kardinala Coscia, ki je iz strahu pred kaznijo pobegnil iz Rima; po dolgoletni kazni je dosegel pomilostitev ter zopet sodeloval na konklavah 1730 in 1740.

#### Paskvinova bodica
Ne čudi torej, da je bila po pogrebu Benedikta XIII. - ki je pod smrtno kaznijo prepovedal podobne umotvore - objavljena na Paskvinu nepodpisana zbadljivka o njegovem grobu: 
| Teaser (angleški prevod)                                                                            | Zbadljivka (slovenski prevod)                                                                 |
| --------------------------------------------------------------------------------------------------- | --------------------------------------------------------------------------------------------- |
| "This tomb encloses the bones of a little friar: more than a saint's lover a protector of brigands" | "Ta grob obdaja kosti malega brata: bolj kot ljubimec svetnikov je bil zaščitnik razbojnikov" |

#### Miles in bello
Malahijeva prerokba pravi o Benediktu XIII., da je  Vojščak v vojni (latinsko Miles in bello; angleško Soldier in war). Nekateri viri povezujejo geslo s posameznimi vojnami, ki so divjale med papeževanjem Benedikta XIII., drugi pa v prenesenem pomenu v zvezi z vojno zoper propadanje v prid strogosti.

### Predniki
|  |                                                                                   |  |  |  |  |  |  |  |  |  |  |  |  |  |  |  |
|  | 16. Ferdinando I Orsini, V duca di Gravina                                        |  |  |  |  |  |  |  |  |  |  |  |  |  |  |  |
|  |                                                                                   |  |  |  |  |  |  |  |  |  |  |  |  |  |  |  |
|  |                                                                                   |  |  |  |  |  |  |  |  |  |  |  |  |  |  |  |
|  | 8. Ostilio Orsini, I signore di Solofra                                           |  |  |  |  |  |  |  |  |  |  |  |  |  |  |  |
|  |                                                                                   |  |  |  |  |  |  |  |  |  |  |  |  |  |  |  |
|  |                                                                                   |  |  |  |  |  |  |  |  |  |  |  |  |  |  |  |
|  | 17. Beatrice Ferrillo                                                             |  |  |  |  |  |  |  |  |  |  |  |  |  |  |  |
|  |                                                                                   |  |  |  |  |  |  |  |  |  |  |  |  |  |  |  |
|  |                                                                                   |  |  |  |  |  |  |  |  |  |  |  |  |  |  |  |
|  | 4. Pietro Francesco Orsini, X duca di Gravina, II signore e I principe di Solofra |  |  |  |  |  |  |  |  |  |  |  |  |  |  |  |
|  |                                                                                   |  |  |  |  |  |  |  |  |  |  |  |  |  |  |  |
|  |                                                                                   |  |  |  |  |  |  |  |  |  |  |  |  |  |  |  |
|  | 18. Paolo del Tufo, I barone di Vallata                                           |  |  |  |  |  |  |  |  |  |  |  |  |  |  |  |
|  |                                                                                   |  |  |  |  |  |  |  |  |  |  |  |  |  |  |  |
|  |                                                                                   |  |  |  |  |  |  |  |  |  |  |  |  |  |  |  |
|  | 9. Diana del Tufo                                                                 |  |  |  |  |  |  |  |  |  |  |  |  |  |  |  |
|  |                                                                                   |  |  |  |  |  |  |  |  |  |  |  |  |  |  |  |
|  |                                                                                   |  |  |  |  |  |  |  |  |  |  |  |  |  |  |  |
|  | 19. Costanza Todeschini Piccolomini d'Aragona                                     |  |  |  |  |  |  |  |  |  |  |  |  |  |  |  |
|  |                                                                                   |  |  |  |  |  |  |  |  |  |  |  |  |  |  |  |
|  |                                                                                   |  |  |  |  |  |  |  |  |  |  |  |  |  |  |  |
|  | 2. Ferdinando III Orsini, XI duca di Gravina, II principe di Solofra              |  |  |  |  |  |  |  |  |  |  |  |  |  |  |  |
|  |                                                                                   |  |  |  |  |  |  |  |  |  |  |  |  |  |  |  |
|  |                                                                                   |  |  |  |  |  |  |  |  |  |  |  |  |  |  |  |
|  | 20. Flaminio I Orsini, conte di Muro Lucano                                       |  |  |  |  |  |  |  |  |  |  |  |  |  |  |  |
|  |                                                                                   |  |  |  |  |  |  |  |  |  |  |  |  |  |  |  |
|  |                                                                                   |  |  |  |  |  |  |  |  |  |  |  |  |  |  |  |
|  | 10. Flaminio II Orsini, conte di Muro Lucano                                      |  |  |  |  |  |  |  |  |  |  |  |  |  |  |  |
|  |                                                                                   |  |  |  |  |  |  |  |  |  |  |  |  |  |  |  |
|  |                                                                                   |  |  |  |  |  |  |  |  |  |  |  |  |  |  |  |
|  | 21. Lucrezia del Tufo                                                             |  |  |  |  |  |  |  |  |  |  |  |  |  |  |  |
|  |                                                                                   |  |  |  |  |  |  |  |  |  |  |  |  |  |  |  |
|  |                                                                                   |  |  |  |  |  |  |  |  |  |  |  |  |  |  |  |
|  | 5. Dorotea Orsini                                                                 |  |  |  |  |  |  |  |  |  |  |  |  |  |  |  |
|  |                                                                                   |  |  |  |  |  |  |  |  |  |  |  |  |  |  |  |
|  |                                                                                   |  |  |  |  |  |  |  |  |  |  |  |  |  |  |  |
|  | 22. Fabrizio di Capua, conte di Altavilla                                         |  |  |  |  |  |  |  |  |  |  |  |  |  |  |  |
|  |                                                                                   |  |  |  |  |  |  |  |  |  |  |  |  |  |  |  |
|  |                                                                                   |  |  |  |  |  |  |  |  |  |  |  |  |  |  |  |
|  | 11. Aurelia di Capua                                                              |  |  |  |  |  |  |  |  |  |  |  |  |  |  |  |
|  |                                                                                   |  |  |  |  |  |  |  |  |  |  |  |  |  |  |  |
|  |                                                                                   |  |  |  |  |  |  |  |  |  |  |  |  |  |  |  |
|  | 23. Dorotea Spinelli                                                              |  |  |  |  |  |  |  |  |  |  |  |  |  |  |  |
|  |                                                                                   |  |  |  |  |  |  |  |  |  |  |  |  |  |  |  |
|  |                                                                                   |  |  |  |  |  |  |  |  |  |  |  |  |  |  |  |
|  | 1. Benedikt XIII.                                                                 |  |  |  |  |  |  |  |  |  |  |  |  |  |  |  |
|  |                                                                                   |  |  |  |  |  |  |  |  |  |  |  |  |  |  |  |
|  |                                                                                   |  |  |  |  |  |  |  |  |  |  |  |  |  |  |  |
|  | 24. Ludovico Frangipani della Tolfa, signore di Serino                            |  |  |  |  |  |  |  |  |  |  |  |  |  |  |  |
|  |                                                                                   |  |  |  |  |  |  |  |  |  |  |  |  |  |  |  |
|  |                                                                                   |  |  |  |  |  |  |  |  |  |  |  |  |  |  |  |
|  | 12. Orazio Frangipani della Tolfa, I duca di Grumo                                |  |  |  |  |  |  |  |  |  |  |  |  |  |  |  |
|  |                                                                                   |  |  |  |  |  |  |  |  |  |  |  |  |  |  |  |
|  |                                                                                   |  |  |  |  |  |  |  |  |  |  |  |  |  |  |  |
|  | 25. Elisabetta Carafa                                                             |  |  |  |  |  |  |  |  |  |  |  |  |  |  |  |
|  |                                                                                   |  |  |  |  |  |  |  |  |  |  |  |  |  |  |  |
|  |                                                                                   |  |  |  |  |  |  |  |  |  |  |  |  |  |  |  |
|  | 6. Carlo Frangipani della Tolfa, II duca di Grumo                                 |  |  |  |  |  |  |  |  |  |  |  |  |  |  |  |
|  |                                                                                   |  |  |  |  |  |  |  |  |  |  |  |  |  |  |  |
|  |                                                                                   |  |  |  |  |  |  |  |  |  |  |  |  |  |  |  |
|  | 13. Diana Frangipani della Tolfa                                                  |  |  |  |  |  |  |  |  |  |  |  |  |  |  |  |
|  |                                                                                   |  |  |  |  |  |  |  |  |  |  |  |  |  |  |  |
|  |                                                                                   |  |  |  |  |  |  |  |  |  |  |  |  |  |  |  |
|  | 3. Giovanna Frangipani della Tolfa                                                |  |  |  |  |  |  |  |  |  |  |  |  |  |  |  |
|  |                                                                                   |  |  |  |  |  |  |  |  |  |  |  |  |  |  |  |
|  |                                                                                   |  |  |  |  |  |  |  |  |  |  |  |  |  |  |  |
|  | 28. Cesare del Tufo, II barone di Vallata                                         |  |  |  |  |  |  |  |  |  |  |  |  |  |  |  |
|  |                                                                                   |  |  |  |  |  |  |  |  |  |  |  |  |  |  |  |
|  |                                                                                   |  |  |  |  |  |  |  |  |  |  |  |  |  |  |  |
|  | 14. Francesco del Tufo, III barone di Vallata                                     |  |  |  |  |  |  |  |  |  |  |  |  |  |  |  |
|  |                                                                                   |  |  |  |  |  |  |  |  |  |  |  |  |  |  |  |
|  |                                                                                   |  |  |  |  |  |  |  |  |  |  |  |  |  |  |  |
|  | 29. Cornelia Cossa                                                                |  |  |  |  |  |  |  |  |  |  |  |  |  |  |  |
|  |                                                                                   |  |  |  |  |  |  |  |  |  |  |  |  |  |  |  |
|  |                                                                                   |  |  |  |  |  |  |  |  |  |  |  |  |  |  |  |
|  | 7. Fulvia del Tufo                                                                |  |  |  |  |  |  |  |  |  |  |  |  |  |  |  |
|  |                                                                                   |  |  |  |  |  |  |  |  |  |  |  |  |  |  |  |
|  |                                                                                   |  |  |  |  |  |  |  |  |  |  |  |  |  |  |  |
|  | 30. Mario del Tufo                                                                |  |  |  |  |  |  |  |  |  |  |  |  |  |  |  |
|  |                                                                                   |  |  |  |  |  |  |  |  |  |  |  |  |  |  |  |
|  |                                                                                   |  |  |  |  |  |  |  |  |  |  |  |  |  |  |  |
|  | 15. Giovanna del Tufo                                                             |  |  |  |  |  |  |  |  |  |  |  |  |  |  |  |
|  |                                                                                   |  |  |  |  |  |  |  |  |  |  |  |  |  |  |  |
|  |                                                                                   |  |  |  |  |  |  |  |  |  |  |  |  |  |  |  |
|  | 31. Fulvia Personè                                                                |  |  |  |  |  |  |  |  |  |  |  |  |  |  |  |
|  |                                                                                   |  |  |  |  |  |  |  |  |  |  |  |  |  |  |  |
|  |                                                                                   |  |  |  |  |  |  |  |  |  |  |  |  |  |  |  |

### Sveto leto 1725
(italijansko)
- Il Giubileo viaggio nella storia, 1725 Anno Santo e Concilio A cura di Vittorino Grossi

| Nazivi Rimskokatoliške cerkve | Nazivi Rimskokatoliške cerkve | Nazivi Rimskokatoliške cerkve |
| ----------------------------- | ----------------------------- | ----------------------------- |
| Predhodnik: Inocenc XIII.     | Papež 1724–30                 | Naslednik: Klemen XII.        |

1. ↑  Tylenda, Joseph N. (2003). Saints and Feasts of the Liturgical Year (v angleščini). Georgetown University Press. str. 39. ISBN 978-0-87840-399-8.
2. ↑  Johnston, William M. (2013). Encyclopedia of Monasticism (v angleščini). Routledge. str. 1153. ISBN 978-1-136-78716-4.